# بيل برادي
بيل برادي (بالإنجليزية: Bill Brady (politician)) (و. 1961 – م) هو سياسي من الولايات المتحدة الأمريكية ولد في بلومنجتون.